# Panlongcheng
Die Panlongcheng-Stätte (chinesisch 盘龙城遗址, Pinyin Pánlóngchéng yízhǐ, W.-G. P'an-lung-ch'eng, englisch Panlongcheng site (Shang city)) ist eine shangzeitliche befestigte Stadt in Panlongcheng, Kreis Huangpi, Wuhan 武汉市, Provinz Hubei, China, nördlich des Jangtsekiang. Sie wurde 1954 entdeckt und 1974 und 1976 von Archäologen des Provinzmuseums Hubei und der Peking-Universität (Beijing daxue kaogu zhuanye) ausgegraben. Die Grundmauern eines großen Palastes, Stadtmauern und ein Grab mit geopferten Sklaven befanden sich unter den Funden.
Die Stätte steht seit 1988 auf der Liste der Denkmäler der Volksrepublik China (3-199).